# Dedowsk
Dedowsk (russisch Де́довск) ist eine Stadt mit 29.108 Einwohnern (Stand 14. Oktober 2010) in der Oblast Moskau, Russland. Sie liegt 38 km nordwestlich von Moskau und jeweils knapp 20 km von den Städten Krasnogorsk und Istra.

## Geschichte

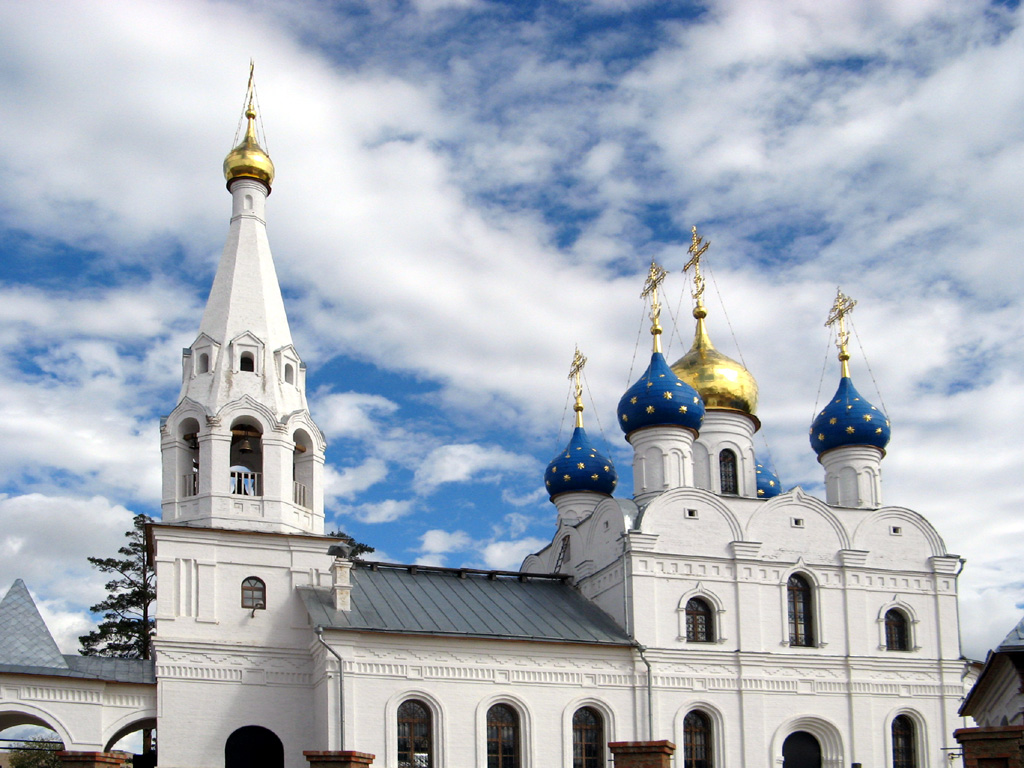
St.-Georgs-Kirche in Dedowsk

Erste urkundliche Erwähnung des Dorfes Dedowo stammt aus den 1570er Jahren. 1901 führte erstmals eine Eisenbahnstrecke am Ort vorbei, nämlich die Linie Moskau–Rschew, die später bis nach Riga verlängert wurde. Dies führte zehn Jahre später zur Gründung eines ersten Industriebetriebes in Dedowo, der 1913 in Betrieb gegangenen Textilmanufaktur. Außerdem entstand in der Nähe eine Ziegelei. Im Laufe der Jahre entstand in Dedowo und den angrenzenden Dörfern eine Arbeitersiedlung, die 1940 offiziell zur Stadt Dedowsk erklärt wurde.

### Bevölkerungsentwicklung
| Jahr | Einwohner |
| ---- | --------- |
| 1939 | 13.529    |
| 1959 | 19.549    |
| 1970 | 25.251    |
| 1979 | 29.641    |
| 1989 | 30.740    |
| 2002 | 27.662    |
| 2010 | 29.108    |

Anmerkung: Volkszählungsdaten

## Wirtschaft und Infrastruktur

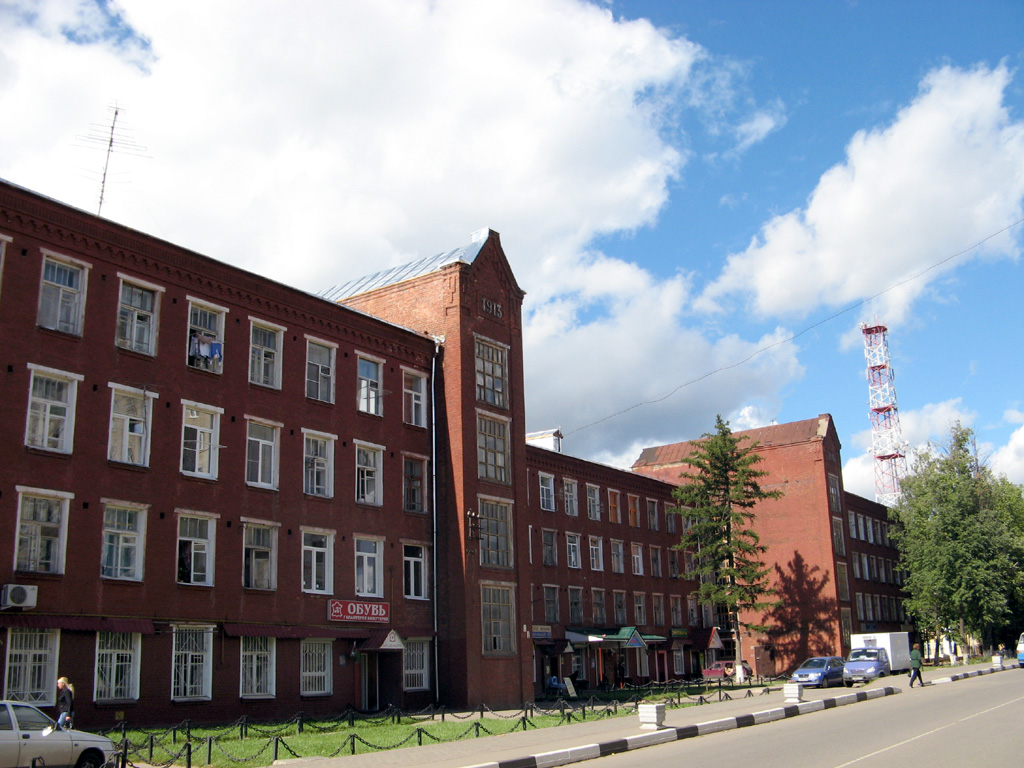
Textilfabrik in Dedowsk

Die wichtigsten Fabriken in Dedowsk sind die 1913 gegründete Textilfabrik sowie eine aus der alten Ziegelei hervorgegangene Keramikfabrik.
Die Stadt liegt an der Fernstraße M9, die von Moskau bis nach Lettland führt. Auf dem Stadtgebiet befinden sich drei Eisenbahnstationen an der Moskau-Rigaer Strecke. Von dort bestehen Regionalverbindungen zum Rigaer Bahnhof in Moskau und in viele benachbarte Städte.

## Söhne und Töchter der Stadt
- Roman Madjanow (1962–2024), Schauspieler
- Sergei Wyschedkewitsch (* 1975), Eishockeyspieler
- Roman Schirokow (* 1981), Fußballspieler
- Nikita Selenkow (* 1982), Paläornithologe
- Dmytro Russinow (* 1990), Biathlet